# Diopsis nigrasplendens
Diopsis nigrasplendens är en tvåvingeart som beskrevs av Feijen 1984. Diopsis nigrasplendens ingår i släktet Diopsis och familjen Diopsidae. Inga underarter finns listade i Catalogue of Life.